# Helen Keller
Helen Adams Keller (Tuscumbia, Alabama, 27 juni 1880 — Westport, Connecticut, 1 juni 1968) was een Amerikaanse schrijfster en taalkundige.
Toen zij 19 maanden oud was, werd ze ten gevolge van een ziekte doof en blind. Met de hulp van haar lerares Anne Sullivan (1866-1936) leerde ze vanaf kort voor haar zevende jaar te communiceren met behulp van het vingeralfabet, waarbij woorden in de hand gespeld worden.
Zij leerde eveneens braille, tactiele gebarentaal, spraakafzien (liplezen) met haar vingers en zelf spreken (al was dat moeilijk verstaanbaar voor buitenstaanders). Ze voltooide als eerste doofblinde een middelbareschoolopleiding en een universitaire studie. In 1904 studeerde Keller cum laude af aan het Radcliffe College in Boston (Bachelor of Arts). Ze leerde vijf talen, naast Engels ook Duits, Frans, Latijn en Grieks.
Helen Keller schreef een tiental boeken, waaronder haar autobiografie The Story of My Life (1903). Ze hield over de gehele wereld lezingen over het onderwijs aan blinden en doven.
Over de periode in haar leven dat haar onderwijzeres Anne Sullivan haar taal aanleerde, werd in 1959 een toneelstuk gemaakt: The Miracle Worker. Dit werd driemaal verfilmd (in 1962, 1979 en 2000).

## Jeugd

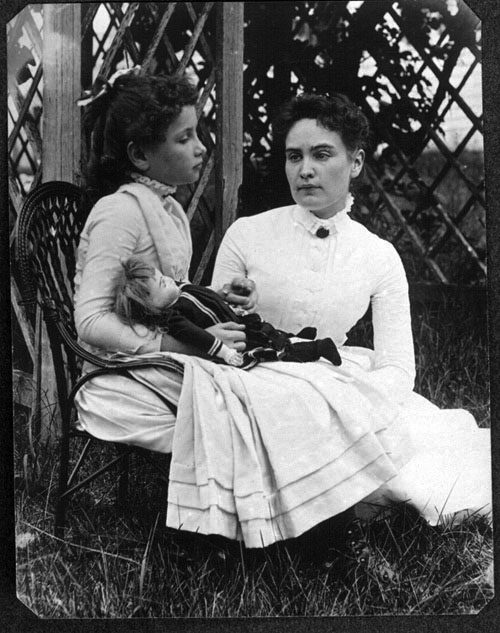
Helen Keller met Anne Sullivan tijdens een vakantie op Cape Cod in juli 1888.

De ouders van Helen Keller waren Arthur Keller en Kate Adams. Haar vader was redacteur bij de North Alabamian en was kapitein geweest in het leger. Helen had twee oudere halfbroers, James en William Simpson Keller, en een jonger broertje en zusje, Mildred Campbell en Phillip Brooks Keller.
Helen Keller had als baby kunnen zien en horen. Toen ze 19 maanden oud was, werd ze ernstig ziek, mogelijk roodvonk of een hersenvliesontsteking. Door de ziekte werd ze doof en blind. Ze communiceerde met haar familie met behulp van een beperkt aantal eenvoudige gebaren. Op haar zevende gebruikte ze zo'n 60 verschillende gebaren.
In 1886 las Helens moeder in Charles Dickens' American Notes over de opleiding van een ander doofblind meisje, Laura Bridgman. Helen werd onderzocht door oog-, oor- neus- en keelarts J. Julian Chisolm in Baltimore, maar deze kon niets voor haar doen. Hij stuurde de Kellers door naar Alexander Graham Bell, die ze in contact bracht met het Perkins Institute for the Blind in Zuid Boston, waar Bridgman haar opleiding had gevolgd.
De directeur, Michael Anagnos, vroeg oud-leerlinge Anne Sullivan om onderwijzeres van Helen Keller te worden. Sullivan, van Ierse afkomst, was zelf slechtziend. Als jong meisje had ze een ooginfectie gekregen, waardoor ze op haar achtste blind was geworden. Na het overlijden van haar moeder, enkele jaren later, was ze naar een weeshuis gebracht. In 1880 ging ze naar de Perkins School for the Blind, waar ze van de doofblinde Laura Bridgman het vingeralfabet leerde. Dankzij een aantal operaties kreeg zij gedeeltelijk haar zicht terug. In 1886 voltooide zij de opleiding, als beste van haar klas.
In maart 1887 begon haar aanstelling als lerares van de bijna 7-jarige Helen Keller. Ze begon onmiddellijk met het aanleren van het vingerspellen, met als eerste woord "d-o-l-l" (pop), vanwege de pop die zij voor Helen had meegebracht. Een maand later drong bij Helen de betekenis van het vingerspellen door, toen Sullivan het woord "w-a-t-e-r" spelde, terwijl het water uit de pomp over hun handen stroomde. Ze vroeg die dag tientallen woorden, waaronder "vader" en "moeder" en vroeg ook wie Sullivan was, die daarop "t-e-a-c-h-e-r" (leraar) in haar hand spelde. Na een half jaar kende Helen ruim 600 woorden.

## Opleiding

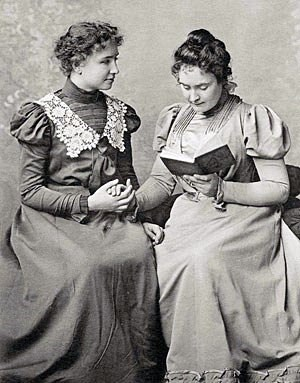
Helen Keller (l) en Anne Sullivan (r) in 1898.

In mei 1888 begon Helen Keller haar opleiding aan het Perkins Institute for the Blind, waar ze bijna elke winter doorbracht. In 1896 vervolgde ze haar opleiding aan The Cambridge School for Young Ladies, waarna ze in 1900 werd toegelaten aan het Radcliffe College. Deze universiteit, alleen toegankelijk voor vrouwen, was de tegenhanger van het Harvard College, waar toentertijd alleen mannen werden toegelaten. Ze volgde onder meer colleges Frans, Duits, Grieks, Geschiedenis en Engelse literatuur. Tijdens haar gehele school- en studietijd, spelde Sullivan alle lessen in haar handpalm. Daarnaast maakte Keller gebruik van brailleboeken.
In 1904, ze was toen 24 jaar oud, studeerde zij cum laude af aan Radcliffe. Ze was daarmee de eerste doofblinde die een universitaire studie op haar naam had staan (Bachelor of Arts).

## Begeleidsters
Anne Sullivan (1866-1936) begon als lerares en kinderjuffrouw, maar bleef ook nadat Kellers opleiding voltooid was bij haar als levensgezellin en vriendin. Sullivan trouwde in 1905 met universiteitsdocent John Macy (1877-1932) en deze trok bij ze in. In 1914 gingen ze uit elkaar, hoewel ze nooit officieel scheidden.
Rond 1914 begon Sullivans gezondheid te verslechteren. Ze huurden een Schots meisje in, Polly Thomson, om het huishouden te doen. Zij had op dat moment geen enkele ervaring met dove of blinde mensen. In 1935 was Sullivan weer geheel blind geworden. In oktober 1936 raakte ze in coma en ze overleed enkele dagen later, 70 jaar oud. Keller hield haar hand vast toen ze stierf.
Polly Thomson, die ondertussen had leren vingerspellen, werd hierna Kellers vaste begeleidster. In 1957 kreeg Thomson een hersenbloeding en Winnie Corbally werd aangetrokken als haar verpleegster. Thomson stierf in 1960. Winnie Corbally bleef Kellers vaste begeleidster voor de rest van haar leven (tot Kellers overlijden in 1968).

## Werk en activiteiten

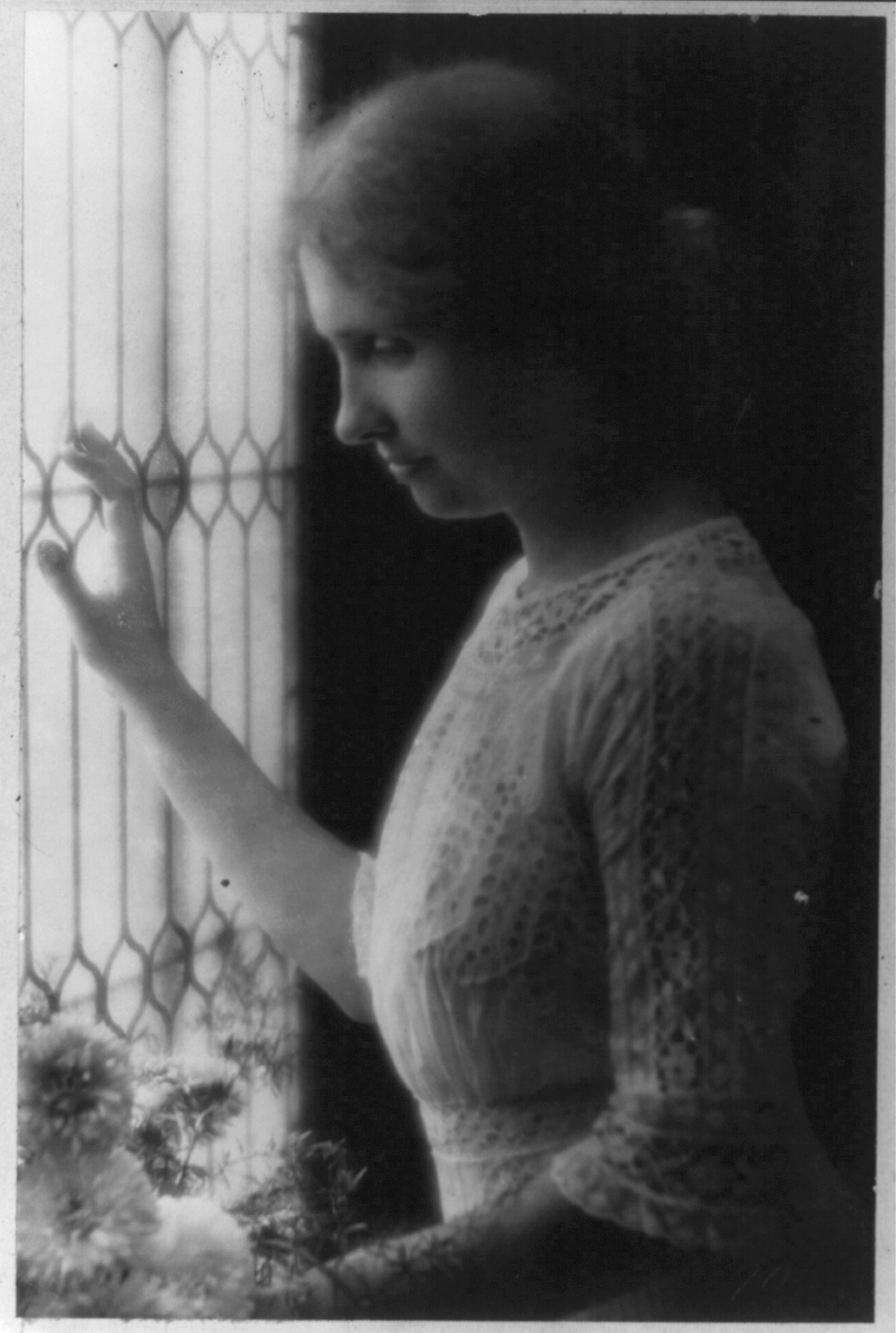
Helen Keller omstreeks 1912.

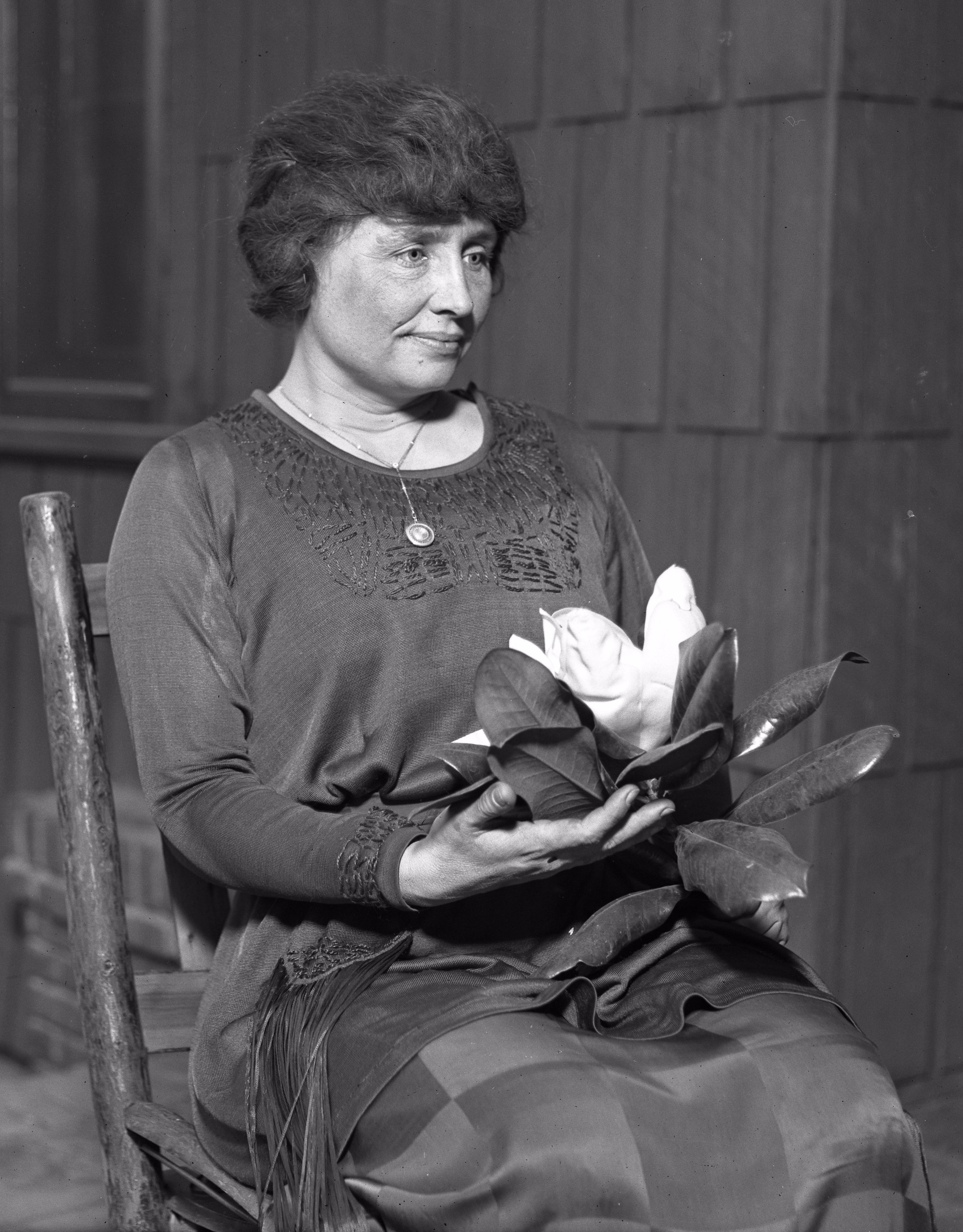
Helen Keller omstreeks 1920.

Hellen Keller schreef boeken, gaf lezingen in vele landen, was politiek actief, zette zich in voor de vrouwenbeweging, arbeidersrechten, het pacifisme en het socialisme en zamelde geld in voor de blindenorganisatie American Foundation for the Blind.
Keller schreef twaalf boeken en een aantal artikelen. Op haar 22e publiceerde ze haar bekendste werk, The story of my life ("Het verhaal van mijn leven", 1903), dat aanvankelijk in afleveringen gepubliceerd werd in het Ladies' Home Journal. Ze schreef het tijdens haar studie. Verder schreef ze onder meer The world I live in (1908), een serie artikelen over het socialisme (1913), een boek over religie, met name de denkwereld van Emanuel Swedenborg, My religion (later: Light in my darkness) (1927) en The open door (1957).
In 1915 richtte ze met George Kessler de Helen Keller International organization (HKI) op. Ze was lid van de Socialist Party en van de Industrial Workers of the World (IWW), mede omdat slechte werkomstandigheden ook tot blindheid konden leiden en omdat armoede onder vrouwen kon leiden tot prostitutie en syfilis, en daarmee ook blindheid. Vanaf 1921 werd ze actief voor de American Foundation for the Blind (AFB), waarvoor ze zich veertig jaar bleef inzetten.
Tussen 1946 en 1957 maakte ze zeven reizen, waarbij ze 35 landen op vijf verschillende continenten bezocht. Zij hield overal lezingen over het geven van onderwijs aan blinden en doven. Ze ontmoette vele wereldleiders en beroemdheden, zoals Winston Churchill, Jawaharlal Nehru, Golda Meir, Eleanor Roosevelt, Albert Einstein, Emma Goldman, Charlie Chaplin, John F. Kennedy, Andrew Carnegie, Henry Ford, Franklin D. Roosevelt en Dwight D. Eisenhower. Van Grover Cleveland tot Lyndon Johnson ontvingen alle Amerikaanse presidenten haar op het Witte Huis. Ze was bevriend met de auteur Mark Twain. Ze ontving eredoctoraten van onder meer de universiteiten van Harvard, Berlijn, Glasgow en Delhi.
In haar laatste jaren deed ze veel aan fondsenwerving voor de American Foundation for the Blind. Ze werd echter getroffen door een aantal hersenbloedingen in 1961 en ondernam de laatste jaren van haar leven geen activiteiten buitenshuis meer.
Ze overleed thuis in haar slaap op 1 juni 1968, enkele weken voor haar 88e verjaardag.

## Theater en film
Er zijn verschillende documentaires, theaterstukken en films over het leven van Helen Keller gemaakt.
In 1959 maakte William Gibson het theaterstuk The miracle worker ('De wonderdoener') op basis van Kellers boek The story of my life. Het drama bestrijkt de periode vanaf dat Sullivan werd aangetrokken als lerares, tot het begrijpen van het eerste woord, "water". Het toneelstuk liep op Broadway in New York van 1959 tot 1961 (719 voorstellingen). Anne Bancroft speelde Anne Sullivan en Patty Duke speelde Helen Keller. Het stuk werd ook elders opgevoerd, waaronder het West End in Londen.
Het toneelstuk werd driemaal verfilmd. In 1962, eveneens als The miracle worker, met Anne Bancroft en Patty Duke in de hoofdrollen. Zij wonnen beiden een Oscar voor hun acteerprestaties.
Daarna werd de film nog tweemaal voor televisie verfilmd, in 1979 met dezelfde titel met Patty Duke (als Anne ditmaal) en Melissa Gilbert in de hoofdrollen en in 2000 met Alison Elliott en Hallie Kate Eisenberg.
In 1984 werd er een televisiefilm over Kellers leven gemaakt met de titel The miracle continues. Dit besloeg de jaren aan de universiteit en haar vroege volwassenheid.